# Зеленин, Андрей Васильевич
Андрей Васильевич Зеленин (1862—?) — крестьянин, депутат Государственной думы I созыва от Пермской губернии.

## Биография
Крестьянин Куяшской волости Екатеринбургского уезда Пермской губернии. Окончил начальное народное училище. Организатор кредитного товарищества и потребительской лавки. На момент выборов в Думу внепартийный, но был предложен по списку кадетов, политическая позиция определялась как «прогрессист». По другим сведениям принадлежал к партии кадетов, расходясь с ней «далеко влево» по аграрному вопросу.
15 апреля 1906 года избран в Государственную думу I созыва от общего состава выборщиков Пермского губернского избирательного собрания. При голосовании получил наибольшее число шаров. Вошёл в состав Конституционно-демократической фракции. Состоял в думской Аграрной комиссии. Участвовал в прениях по аграрному вопросу.
Дальнейшая судьба и дата смерти неизвестны.